# 緑が丘 (つくば市)
緑が丘（みどりがおか）は茨城県つくば市にある地名。郵便番号は305-0863。

## 地理
つくば市の南部に位置し、筑波研究学園都市周辺開発地区に位置する。
地域内は全域が住宅街となっており、茨城県道19号取手つくば線が地域の西端を通っており、牛久駅からのバスの終点となっている。
東・北は谷田部、西は境松、南は房内（ぼうち）と接している。

## 世帯数と人口
2017年（平成29年）8月1日現在の世帯数と人口は以下の通りである。
| 町丁   | 世帯数  | 人口    |
| ------ | ------- | ------- |
| 緑が丘 | 505世帯 | 1,283人 |

## 小・中学校の学区
市立小・中学校に通う場合、緑が丘全域が谷田部南小学校、谷田部中学校となる。